# Manuel Pelegrina
Manuel Gregorio Pelegrina (San Vicente, Córdoba, 29 de noviembre de 1919 – La Plata, Buenos Aires, 23 de noviembre de 1992) fue un futbolista argentino que se desempeñaba como delantero.
Con una prolongada y destacada campaña en Estudiantes de La Plata, es el futbolista con mayor cantidad de presencias oficiales en la historia de ese club, su máximo goleador y el cuarto en torneos de liga de la era profesional del fútbol argentino, solo superado por Arsenio Erico, Ángel Labruna y Herminio Masantonio.

## Trayectoria

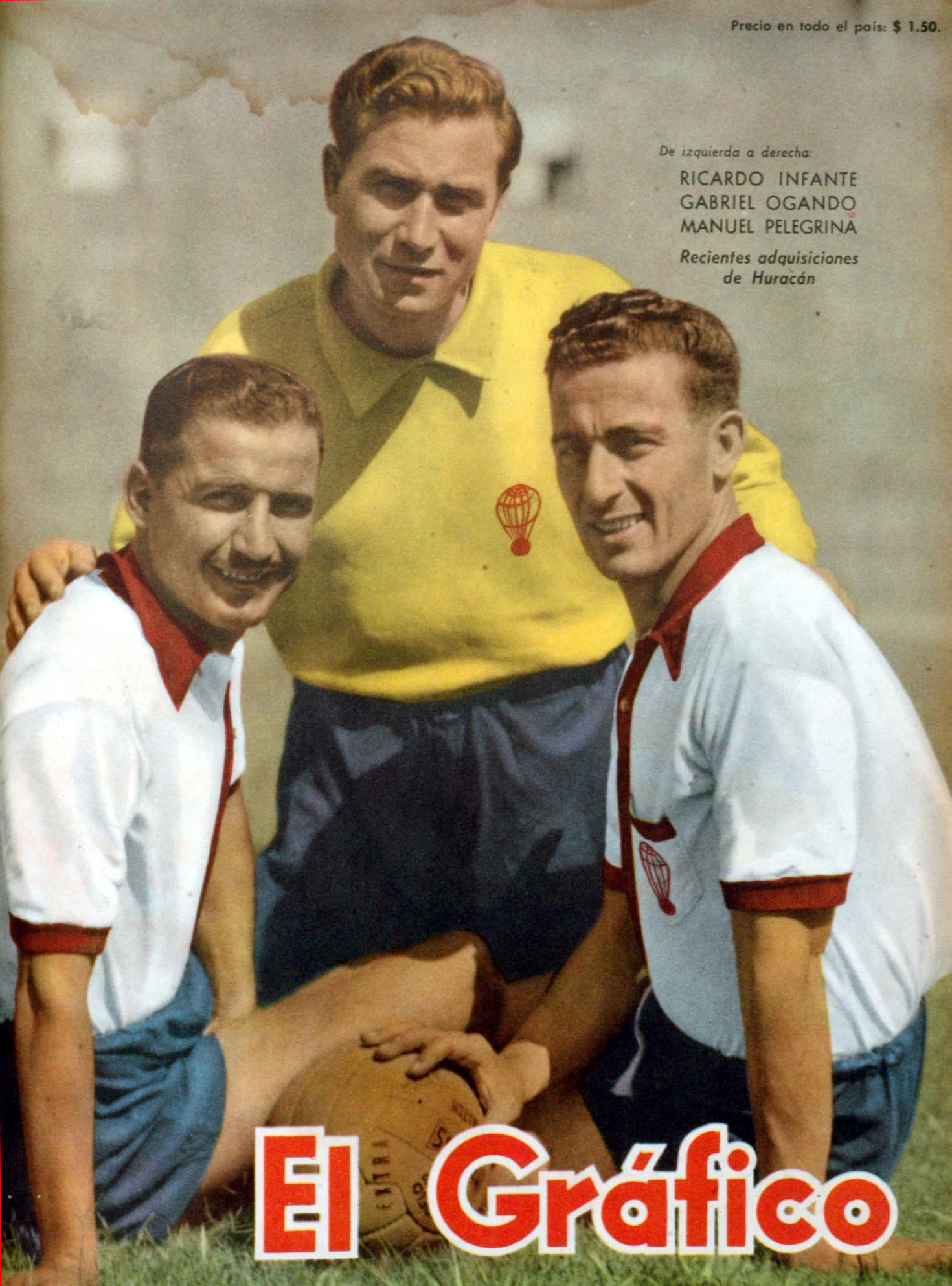
Pelegrina, junto a Infante y Ogando, transferidos a Huracán tras la intervención en Estudiantes.

Llegó a Estudiantes de La Plata en 1938, procedente del Club Lavalle de su Córdoba natal, para suceder a Enrique Guaita, el puntero izquierdo de la delantera de Los Profesores que se retiraba del fútbol tras su regreso al equipo platense.
Apodado El Payo, con menos de 20 años ya era un destacado integrante de la Selección de Fútbol de su provincia, convirtiéndose luego en uno de los jugadores de mayor potencia en sus disparos de toda la historia del fútbol argentino; con otro récord: es el cuarto goleador de la era profesional en la Primera División de Argentina, con 229 goles en 490 partidos. Pero el primero entre los «wines» (punteros), ya que Erico y Masantonio eran centrodelanteros, mientras que Labruna jugaba como entreala izquierdo. Y aún conserva el privilegio de ser el máximo goleador de la historia del clásico platense, con 12 goles oficiales entre campeonatos y copas.

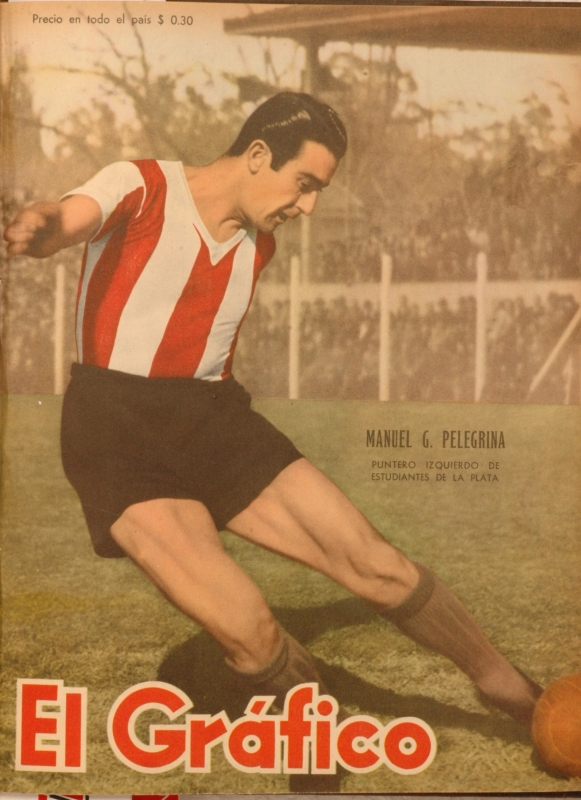
Pelegrina, en la tapa de El Gráfico.

Cumplió una excepcional y extensa campaña en Estudiantes (es el máximo artillero en la historia de ese club en campeonatos regulares de Primera División, con 219 tantos, pese a lo cual, curiosamente, nunca pudo finalizar como goleador de un torneo de liga), institución que le ganó una dura disputa por su pase a Rosario Central. Sólo un año dejó de jugar para Estudiantes, en 1953, cuando fue transferido a Huracán junto a Ricardo Infante y Gabriel Ogando, entre otros, luego de la intervención política dirigencial ocurrida a mediados del año anterior en el club de La Plata.
El máximo goleador histórico de Estudiantes de La Plata es también, con 12 goles, el mayor artillero del clásico platense frente a Gimnasia y Esgrima La Plata.
Luego del éxodo de futbolistas decidido por la «Comisión Interventora» tras el reclamo salarial del plantel, Pelegrina volvió al año siguiente para colaborar con el equipo en el ascenso a la máxima categoría y jugar dos años más en Primera.
Fue un símbolo de Estudiantes e integrante de recordadas líneas delanteras de la década de 1940, junto a Julio Gagliardo, Juan José Negri, Ricardo Infante y Francisco Arbios. Se coronó campeón de la Copa Escobar 1944 y de la Copa de la República en 1945 y, junto a Abel Ernesto Herrera, es uno de los dos futbolistas con mayor cantidad de presencias en la Primera División de este club. Incluso lo supera si se tienen en cuenta los encuentros que disputó en Primera B, cuando regresó en 1954, siendo, a su vez, el único en jugar más de 500 partidos oficiales en la historia de Estudiantes, incluyendo sus participaciones en copas no regulares organizadas por la AFA.
De veterano y a pedido de Alberto Zozaya, que era el entrenador, actuó en Defensores de Cambaceres, en la Tercera de Ascenso, donde se consagró campeón.
Falleció de una neumonía, a los 72 años, el 23 de noviembre de 1992.

## Selección nacional
Formó parte del Seleccionado argentino, aunque esporádicamente, en cuatro partidos entre 1942 y 1945; en parte, condicionado por integrar el plantel mayor en una etapa de destacados punteros izquierdos, como Enrique El Chueco García y Félix Loustau.

## Clubes
| Club                    | País      | Año       |
| ----------------------- | --------- | --------- |
| Estudiantes de La Plata | Argentina | 1938-1952 |
| Huracán                 | Argentina | 1953      |
| Estudiantes de La Plata | Argentina | 1954-1956 |
| Atlético Chalaco        | Perú      | 1957      |
| Cambaceres              | Argentina | 1958-1959 |

## Estadísticas
Datos actualizados al fin de la carrera deportiva.
| Estudiantes de La Plata Argentina |               |               |     |     |    |     |     |      |      |
| 1.ª | 1938          | 31            | 17  | -   | -  | 31  | 17  | 0,54 |      |
| 1.ª | 1939          | 34            | 16  | -   | -  | 34  | 16  | 0,47 |      |
| 1.ª | 1940          | 32            | 22  | -   | -  | 32  | 22  | 0,68 |      |
| 1.ª | 1941          | 30            | 16  | -   | -  | 30  | 16  | 0,53 |      |
| 1.ª | 1942          | 29            | 16  | 1   | 0  | 30  | 16  | 0,53 |      |
| 1.ª | 1943          | 26            | 10  | 2   | 0  | 28  | 10  | 0,35 |      |
| 1.ª | 1944          | 30            | 13  | 4   | 0  | 34  | 13  | 0,38 |      |
| 1.ª | 1945          | 28            | 12  | 8   | 6  | 36  | 18  | 0,48 |      |
| 1.ª | 1946          | 28            | 15  | 2   | 1  | 30  | 16  | 0,53 |      |
| 1.ª | 1947          | 24            | 8   | -   | -  | 24  | 8   | 0,33 |      |
| 1.ª | 1948          | 22            | 11  | 1   | 0  | 23  | 11  | 0,47 |      |
| 1.ª | 1949          | 29            | 10  | 1   | 0  | 30  | 10  | 0,33 |      |
| 1.ª | 1950          | 31            | 13  | -   | -  | 31  | 13  | 0,41 |      |
| 1.ª | 1951          | 32            | 19  | -   | -  | 32  | 19  | 0,59 |      |
| 1.ª | 1952          | 24            | 14  | -   | -  | 24  | 14  | 0,58 |      |
| 2.ª | 1954          | 28            | 14  | -   | -  | 28  | 14  | 0,50 |      |
| 1.ª | 1955          | 24            | 6   | -   | -  | 24  | 6   | 0,25 |      |
| 1.ª | 1956          | 7             | 0   | -   | -  | 7   | 0   | 0,00 |      |
| 1.ª | Total club    | 489           | 233 | 19  | 7  | 508 | 240 | 0,47 |      |
| Huracán Argentina |               |               |     |     |    |     |     |      |      |
| 1.ª | 1953          | 29            | 11  | -   | -  | 29  | 11  | 0,37 |      |
| 1.ª | Total club    | 29            | 11  | 0   | 0  | 29  | 11  | 0,37 |      |
| Cambaceres Argentina |               |               |     |     |    |     |     |      |      |
| 4.ª | 1959          | 29            | 18  | -   | -  | 29  | 18  | 0,62 |      |
| 4.ª | Total club    | 29            | 18  | 0   | 0  | 29  | 18  | 0,62 |      |
| Total carrera | Total carrera | Total carrera | 547 | 262 | 19 | 7   | 566 | 269  | 0,47 |
| (1) Incluye datos de la Copa Adrián C. Escobar (1942, 1943, 1944, 1946, 1949); Copa de la República (1943, 1945); Copa de Competencia Británica (1944, 1945, 1946, 1948). (2) No incluye goles en partidos amistosos. |               |               |     |     |    |     |     |      |      |

### Selección nacional
| Selección | Año   | Amistoso | Amistoso | Copa América | Copa América | Total | Total |
| Selección | Año   | PJ       | G        | PJ           | G            | PJ    | G     |
| --------- | ----- | -------- | -------- | ------------ | ------------ | ----- | ----- |
| Argentina | 1942  | 1        | 0        | -            | -            | 1     | 0     |
| Argentina | 1943  | 2        | 1        | -            | -            | 2     | 1     |
| Argentina | 1945  | -        | -        | 1            | 1            | 1     | 1     |
| Argentina | Total | 3        | 1        | 1            | 1            | 4     | 2     |

### Resumen estadístico
| Competición         | Encuentros | Goles | Promedio |
| ------------------- | ---------- | ----- | -------- |
| Primera División    | 490        | 230   | 0,47     |
| Segunda División    | 28         | 14    | 0,50     |
| Cuarta División     | 29         | 18    | 0,62     |
| Copas nacionales    | 19         | 7     | 0,37     |
| Selección Argentina | 4          | 2     | 0,50     |
| Total               | 569        | 271   | 0,47     |

## Palmarés

### Títulos nacionales
| Título               | Club                     | País      | Año  |
| -------------------- | ------------------------ | --------- | ---- |
| Copa Escobar         | Estudiantes de La Plata  | Argentina | 1944 |
| Copa de la República | Estudiantes de La Plata  | Argentina | 1945 |
| Primera B            | Estudiantes de La Plata  | Argentina | 1954 |
| Tercera de Ascenso   | Defensores de Cambaceres | Argentina | 1959 |